# Grabber
Un grabber è un crawler con funzioni avanzate.
Il suo scopo è quello di raccogliere informazioni dai siti web, per renderle disponibili in un archivio od un'interfaccia utente.
Esistono software che effettuano le funzioni più svariate come scaricare interi siti, ricercare sottotitoli di film, scaricare video da YouTube o recuperare tutte le favicon dei siti web.